# Angelo Anelli

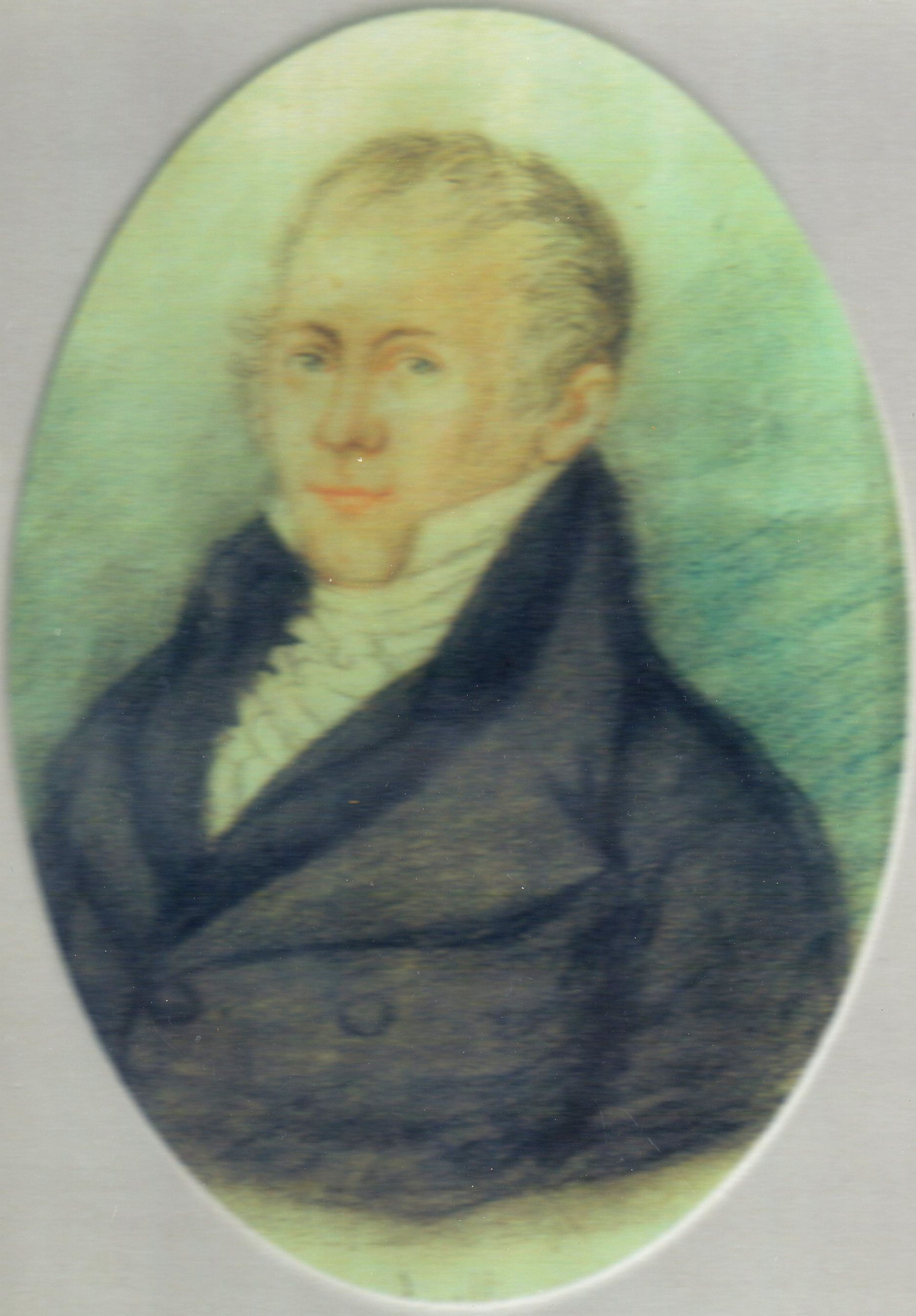
Angelo Anelli

Angelo Anelli (Desenzano del Garda, 1º novembre 1761 – Pavia, 9 aprile 1820) è stato un giurista, librettista e scrittore italiano.

## Biografia
Laureato in legge all'Università di Verona nel 1795, durante la Repubblica Cisalpina (1797-1815), fu docente di Eloquenza Pratica Legale nelle Regie Scuole Speciali di Milano, cattedra che si aggiudicò nel 1802 attraverso un concorso a cui prese parte anche Ugo Foscolo, che da allora fece di Anelli uno dei suoi bersagli polemici preferiti. Nel 1809 con Francesco Saverio Salfi e Giandomenico Romagnosi diresse la Scuola di Alta Legislazione istituita a Milano dai Francesi.
La caduta dell'Impero napoleonico, nel 1817 portò alla soppressione della cattedra. Anelli si trasferì all'Università di Pavia, dove diventò supplente della cattedra di procedura penale e notarile. Iniziò per lui un periodo di difficoltà economiche, che si protrasse fino alla sua morte, avvenuta nel 1820.
Parallelamente alla carriera di giurista, Anelli svolse un'intensa attività di librettista d'opera. 
Fu librettista del Teatro alla Scala dal 1799 e il 1817, specializzato nel genere buffo, all'epoca molto in voga. Scrisse circa 40 libretti, utilizzando spesso pseudonimi futili come: Marco Landi, Niccolò Liprandi, Tommaso Menucci di Goro, Giordano Scannamusa e  Gasparo Scopabirbe. 
Stendhal fu un suo ammiratore ed ebbe per lui parole di elogio in Rome, Naples et Florence. Dopo avere ricordato che «di solito le sue pièces hanno solo due rappresentazioni perché alla seconda la polizia le vieta», egli affermò che nel suo stile «si ravvisano dei tratti di Dancourt, di Gozzi e di Shakespeare». La qualità di Anelli più apprezzata dallo scrittore transalpino fu la sua capacità di fare satira in modo intelligente, perfettamente comprensibile in un dato contesto ma abilmente dissimulata ai profani. In tal modo si spiegava, secondo lui, il fatto che sotto Napoleone fosse riuscito a far rappresentare L'italiana in Algeri, in cui la carica di Pappataci, caratterizzata dal "mangiar bene e ben dormir" adombrava in realtà una severa critica al Senato d'Italia.
Massone, fu membro della loggia di Brescia Amalia Augusta.

## Libretti

### Opere
- I due supposti conti ossia Lo sposo senza moglie, dramma giocoso (anche con il titolo Lo sposo ridicolo)
  - Domenico Cimarosa - 10 ottobre 1784, Milano, Teatro alla Scala
- Cinna, opera seria
  - Bonifazio Asioli - 26 dicembre 1792, Milano, Teatro alla Scala
- Egilina, dramma per musica
  - Giovanni Battista Borghi - 26 gennaio 1793, Milano, Teatro alla Scala
- L'oro fa tutto
  - Ferdinando Paër - agosto 1793, Milano, Teatro alla Scala
- La lanterna di Diogene, dramma giocoso, sotto lo pseudonimo di Niccolò Liprandi
  - Pietro Alessandro Guglielmi - autunno 1793, Venezia, Teatro San Samuele
- La secchia rapita, dramma eroicomico
  - Nicola Antonio Zingarelli - 7 settembre 1793, Milano, Teatro alla Scala
  - Francesco Bianchi - 13 febbraio 1794, Venezia, Teatro San Samuele
- Il Cinna
  - Marcos António Portugal - autunno 1793, Firenze
  - Ferdinando Paër - 12 giugno 1795, Padova, Teatro Nuovo
- Oro non compra amore ossia Il barone di Moscabianca, dramma giocoso
  - Luigi Caruso - 26 novembre 1794, Venezia
  - Marcos António Portugal - 1804, Lisbona
- Griselda o sia La virtù al cimento, dramma semiserio
  - Ferdinando Paër - gennaio 1798, Parma, Teatro Ducale
- L'amor sincero, opera buffa
  - Giuseppe Farinelli - 29 maggio 1799, Milano, Teatro alla Scala
- Il podestà di Chioggia, dramma giocoso
  - Ferdinando Orlandi - 12 marzo 1801, Milano, Teatro alla Scala
- Il fuoruscito, dramma per musica
  - Vincenzo Pucitta - 16 giugno 1801, Milano, Teatro alla Scala
- Il marito migliore, dramma giocoso, sotto lo pseudonimo di Tommaso Menucci di Goro (anche con il titolo Li due gemelli)
  - Giuseppe Gazzaniga - 3 settembre 1801, Milano, Teatro alla Scala
- I fuorusciti, dramma giocoso
  - Ferdinando Paër - 13 novembre 1802, Dresda, Kurfürstliches Theater
- Le lettere ovvero Il sarto declamatore, commedia per musica
  - Ferdinando Orlandi, primavera 1804, Milano, Teatro Carcano
- L'osteria della posta ovvero Il finto sordo, farsa giocosa
  - Giuseppe Farinelli - 18 aprile 1805, Milano, Teatro Carcano
- I saccenti alla moda, dramma giocoso
  - Benedetto Neri - autunno 1806, Milano, Teatro alla Scala
- Né l'un né l'altro, dramma giocoso
  - Johann Simon Mayr - 17 agosto 1807, Milano, Teatro alla Scala
- Belle ciarle e tristi fatti, dramma giocoso (anche col titolo Imbroglio contro imbroglio)
  - Johann Simon Mayr - novembre 1807, Venezia, Teatro la Fenice
- La nemica degli uomini, dramma giocoso
  - Carlo Mellara, Venezia, 1808
- L'italiana in Algeri, dramma giocoso
  - Luigi Mosca - 16 agosto 1808, Milano, Teatro alla Scala
  - Gioachino Rossini - 22 maggio 1813, Venezia, Teatro San Benedetto
- Arminia, dramma per musica, sotto lo pseudonimo di Marco Landi
  - Stefano Pavesi - 3 febbraio 1810, Milano, Teatro alla Scala
- Chi s'è visto, s'è visto
  - Vincenzo Lavigna - 23 aprile 1810, Milano, Teatro alla Scala
- I filosofi al cimento, dramma giocoso
  - Ercole Paganini - 25 giugno 1810, Milano, Teatro alla Scala
- Ser Marcantonio, dramma giocoso
  - Stefano Pavesi - 27 settembre 1810, Milano (è la fonte del libretto del Don Pasquale di Gaetano Donizetti)
- Il cicisbeo burlato, dramma giocoso
  - Ferdinando Orlandi - 1812, Milano, Teatro alla Scala
- Le bestie in uomini, dramma giocoso
  - Giuseppe Mosca - 17 agosto 1812, Milano, Teatro alla Scala
  - Giovanni Tadolini - 1815, Venezia
- L'orbo che ci vede ossia Il medico ciabattino, melodramma
  - Pietro Generali, ottobre 1812, Bologna, Teatro Corso
- Arrighetto, dramma per musica, farsa
  - Carlo Coccia - 9 gennaio 1813, Venezia, Teatro S. Moisè
- Bettina vedova (Il seguito di Ser Marcantonio), dramma giocoso
  - Giovanni Pacini - giugno 1815, Venezia, Teatro S. Moisè
- I begli usi di città, dramma giocoso
  - Carlo Coccia - 11 ottobre 1815, Milano, Teatro alla Scala
  - Ignazio Azzalli, 1825, Firenze, Teatro della Pergola (con il titolo La moglie avveduta)
  - Giovanni Antonio Speranza - carnevale 1840, Lucca, Teatro Pantera, con il titolo Egli è di moda ovvero I begli usi di città
  - Cesare Dominiceti - 1841, Desenzano
- La Chiarina
  - Giuseppe Farinelli - 14 giugno 1816, Milano, Teatro alla Scala
- Il matrimonio per procura, farsa giocosa, sotto lo pseudonimo di Giordano Scannamusa
  - Giovanni Pacini - 2 gennaio 1817, Milano, Teatro Re
- Dalla beffa il disinganno ossia La poetessa, farsa giocosa, sotto lo pseudonimo di Gasparo Scopabirbe
  - Giovanni Pacini - 12 gennaio 1817, Milano, Teatro Re
- Piglia il mondo come viene , dramma giocoso
  - Giovanni Pacini - 28 maggio 1817, Milano, Teatro Re
- Piglia il mondo come viene, dramma giocoso
  - Giuseppe Persiani - 26 dicembre 1825, Firenze, Teatro alla Pergola
- Amore ed equivoco, dramma in un atto (farsa)
  - Quirico Pecile - primavera 1827, Padova, Teatro Novissimo
- La cameriera astuta, dramma giocoso
  - Ferdinando Paini
- L'impostore, opera
  - Franz Benedikt Dussek

### Balli
- Admeto ed Alceste
  - Johann Simon Mayr

### Cantate
- St. Napoleone
  - Johann Simon Mayr - 16 agosto 1807, Milano, Teatro alla Scala
- Traiano
  - Johann Simon Mayr

## Scritti
- Argene, novella morale, Venezia 1794
- Le cronache di Pindo, poema in ottave pubblicato a Milano in 8 fascicoli, dal 1811 al 1818
- Il trionfo della clemenza, componimento in terza rima, per l'ingresso in Milano dell'imperatore Francesco I d'Austria, Milano 1816